# Mohamed Zaoui
Mohamed Zaoui (Zaouiet Yagoubi, 14 mei 1960) is een Algerijns bokser. Zijn belangrijkste prestatie was het behalen van een bronzen medaille bij de middengewichten op de Olympische Zomerspelen van 1984 in Los Angeles.
In 1988 werd hij profbokser. Na twee jaren (met 4 overwinningen en 4 nederlagen) nam hij in 1990 afscheid als bokser.